# The good girl (La bona noia)
The good girl (La bona noia) (títol original en anglès: The Good Girl) és una pel·lícula estatunidenca dirigida per Miguel Arteta estrenada l'any 2002.

## Argument
Justine Last està casada i és estimada pel seu espòs. I no obstant això, no és una dona feliç: la seva vida s'ha instal·lat en una rutina i el seu mandrós marit passa més temps fumant amb el seu millor amic Bubba que a provar de fer un fill.
Aleshores coneix Holden Worther, un seductor jove que sembla conèixer les mateixes angoixes existencials que ella i en qui creu reconèixer la seva ànima germana. Gràcies a ell, torna a aprendre a viure intensament fins al dia que aquesta relació esdevé obsessiva.

## Repartiment
- Jennifer Aniston: Justine Last
- Jake Gyllenhaal: Thomas "Holden" Worther
- Mike White: Corny
- Zooey Deschanel: Cheryl
- John C. Reilly: Phil Last
- Tim Blake Nelson: Bubba
- Deborah Rush: Gwen Jackson
- John Carroll Lynch: Jack Field
- Ken Rudulph: Ell mateix
- John Doe: M. Worther
- Roxanne Hart: Sra. Worther

## Banda original
- Missed Kiss - Andrew Gross & Phil Cordaro
- Air - Penguin Cafe Orchestra
- Steady State - Penguin Cafe Orchestra
- Black Eyed Dog - Nick Drake
- I'll Be Seeing You - Kate Smith
- Cello Song - Nick Drake
- Who's Sorry Now - Sandy Posey
- Ride Ride - Gillian Welch

## Al voltant de la pel·lícula
- El rodatge de The Good Girl és particularment ajustat (200 escenes en trenta-tres dies) i el personatge de Justine és present en gairebé cada pla, Jennifer Aniston confessa haver conegut amb aquest film un dels rodatges més espantosos de la seva carrera: "A la meva vida, en aquell moment, no feia més que rodar, dormir, rodar, dormir... No tenia temps de pensar en altra cosa que en aquest film."
- Habituat als festivals, Miguel Arteta ha presentat The Good Girl en el festival de Deauville l'agost de 2002. El film havia estat igualment projectat al festival de Sundance alguns mesos abans.
- Per a The Good Girl, Jennifer Aniston va començar un rodatge repartit en trenta dies, totalment depenent dels dijous i divendres dedicats a Friends, llavors igualment en plena producció.
- El director Miguel Arteta confessa no agradar-li el principi dels assajos. Va encoratjar doncs tots els seus actors a tornar a llegir les escenes durant els dinars, simplement amb la finalitat que puguin "trencar el gel".
- Els dibuixos animats que es veuen a la televisió quan Justine entra en és Happy Tree Friends.

## Acollida

### Rebuda de la crítica
- "Intel·ligent, divertida i corrosiva" Peter Travers: Rolling Stone
- "Un triomf" The New York Times
- The Good Girl és ben rebuda per la crítica: el 81 % dels 156 comentaris del lloc Rotten Tomatoes són positius, mentre obté un resultat de 71⁄100 en el lloc Metacritic, per a 35 crítiques. Tanmateix, a França, l'acollida és tèbia, ja que obté una mitjana de 2,9⁄5 en el lloc AlloCiné, per 18 crítiques.

### Box-office
El film surt als Estats Units el 7 d'agost de 2002 a 4 sales, informant 151.642 dòlars de recaptacions el seu primer cap de setmana d'explotació, amb una mitjana de 37.910 dòlars per sales, permetent-li d'arribar a la 29e plaça del box-office americà. A poc a poc, obté un més gran nombre de sales fins a obtenir 688 sales, cosa que li permet d'informar 14.018.296 $ de recaptacions.

### Premis i nominacions
| Any  | Premi                                    | Categoria                                    | Nominat                            | Resultat  |
| ---- | ---------------------------------------- | -------------------------------------------- | ---------------------------------- | --------- |
| 2002 | Boston Society of Film Critics Awards    | Millor actor secundari                       | John C. Reilly                     | nominat   |
| 2002 | Festival del cinema americà de Deauville | Premi del jurat                              | Miguel Arteta                      | nominat   |
| 2002 | National Board of Review                 | Premi Especial - Excel·lència en un Film     | Miguel Arteta                      | guanyador |
| 2002 | Festival de Cinema de Gijón              | Millor direcció artística                    | Daniel Bradford                    | guanyador |
| 2002 | Festival de Cinema de Gijón              | Gran Premi Asturias                          | Miguel Arteta                      | nominat   |
| 2003 | Premis Chlotrudis                        | Millor actor secundari                       | John C. Reilly                     | nominat   |
| 2003 | Premis Golden Trailer                    | Millor Drama                                 | New Wave Entertainment             | nominat   |
| 2003 | Premis Independent Spirit                | Millor guió                                  | Mike White                         | guanyador |
| 2003 | Premis Independent Spirit                | Millor actriu                                | Jennifer Aniston                   | nominat   |
| 2003 | Premis Independent Spirit                | Millor Llargmetratge                         | Matthew Greenfield                 | nominat   |
| 2003 | Premis Independent Spirit                | Millor actor secundari                       | John C. Reilly                     | nominat   |
| 2003 | Online Film Critics Society              | Millor actriu                                | Jennifer Aniston                   | nominat   |
| 2003 | Premis Satellite                         | Millor actor secundari                       | Jake Gyllenhaal                    | nominat   |
| 2003 | Premis Satellite                         | Millor actor secundari                       | John C. Reilly                     | nominat   |
| 2003 | Premis Satellite                         | Millor actriu                                | Jennifer Aniston                   | nominat   |
| 2003 | Premis Satellite                         | Millor guió original                         | Mike White                         | nominat   |
| 2003 | Premis Teen Choice                       | Millor actriu de drama, d'acció o d'aventura | Jennifer Aniston                   | guanyador |
| 2003 | Premis Teen Choice                       | Revelació masculina de l'any                 | Jake Gyllenhaal                    | nominat   |
| 2003 | Premis Teen Choice                       | Choice Movie Liar                            | Jennifer Aniston                   | nominat   |
| 2003 | Premis Teen Choice                       | Millor petó                                  | Jennifer Aniston i Jake Gyllenhaal | nominat   |
| 2005 | Premis Independent Spirit                | Millor productor                             | Gina Kwon                          | guanyador |